# Утро России (газета)
«У́тро Росси́и» — российская ежедневная газета, выражавшая интересы торгово-промышленных кругов, с 1912 года — орган Партии прогрессистов.
Издавалась в Москве с сентября по октябрь 1907 года, после чего была закрыта властями. В ноябре 1909 года газета возобновила свою деятельность и выходила по апрель 1918 года. Издатель — И. Ф. Родионов, но фактическим издателем был крупный промышленник и политический деятель Павел Рябушинский. Тираж газеты — 30 тыс. экземпляров в 1907 году, 40 тысяч экземпляров в 1914 году. Газета поддерживала программу Партии мирного обновления, затем стала органом партии прогрессистов. Выражала претензии на политическую власть российской крупной торгово-промышленной буржуазии, ратовала за создание правительства с участием либеральной оппозиции и ответственность его перед Государственной думой. В годы Первой мировой войны занимала позицию войны до победного конца. После Февральской революции выражала резко негативное отношение к «диктатуре советов», выражала мнение, что российское общество не готово к введению социализма.
Выступала против Октябрьской революции и разгона Учредительного собрания. По причине своей явной антибольшевистской и антисоветской направленности была закрыта в апреле 1918 года. Сменив название на «Заря России», газета выходила ещё до конца июля 1918 года, когда была запрещена уже окончательно.
В 1907 году в Большом Путинковском переулке архитектором Фёдором Шехтелем было начато возведение здания, в котором разместились редакция газеты и типография; строительство было завершено в 1908 году. В 1913—1914 годах архитектором Павлом Заруцким была проведена перестройка здания. Здание сохранилось до нашего времени и является ярким образцом рационального модерна. На улицу выходит только узкий торец вытянутого здания, оформленный без всякого декора, преимущественно формой: сплошные вертикали окон, подчёркивающие каркасную структуру, скругление углов фасада и арочные завершения оконных проёмов. Здание является объектом культурного наследия федерального значения.